# Ray Finch
Ray Finch, né le 2 juin 1963 à Liverpool, est un homme politique britannique, membre du Parti pour l'indépendance du Royaume-Uni (UKIP). Il est député européen de 2014 à 2019.

## Biographie
Le 22 mai 2014; il est élu député européen.